# Und darum bin ich heute wieder hier
Und darum bin ich heute wieder hier ist das 39. Studioalbum des österreichischen Schlagersängers Freddy Quinn, das 1982 im Musiklabel Polydor (Nummer 2372 142) erschien. Das Album konnte sich nicht in den deutschen Albumcharts platzieren; als Singles erschienen Wer dem Wind gehört, Adios Maria und Weil ich dich wirklich liebe.

## Entstehung
Die meisten Titel auf dem Album wurden von Joachim Heider geschrieben. Nur Und darum bin ich heute wieder hier und Worauf wartest du stammen von Quinn selbst. Keine Angst, die Brücke hält wurde von Joachim Kirsten komponiert. Das Titelfoto zeigt Quinn in dunkler Bekleidung mit den Händen in den Hosentaschen.

## Wiederveröffentlichung
2017 erschien eine remasterte Wiederveröffentlichung mit vier Bonustiteln in der Serie Originale.

## Titelliste
Das Album beinhaltet folgende zwölf Titel:
- Seite 1

1. Und darum bin ich heute wieder hier
2. Weil ich dich wirklich liebe
3. Budapest
4. Steig wieder ein in diese Welt
5. Wer dem Wind gehört
6. Geh fort, wenn du mich liebst

- Seite 2

1. Adios Maria
2. Wenn sie lächelt
3. Da war ein Glanz in seinen Augen
4. Keine Angst, die Brücke hält
5. Freitagabends
6. Ich weiß dass wir uns einmal wiedersehn